# 八部鬼衆
八部鬼衆（はちぶきしゅう）は、四天王に仕える鬼神などのこと。

## 一覧
『仁王経合疏』上には、以下の8つの鬼神の名を挙げている。
- 乾闥婆（けんだつば） - 古代インドのガンダルヴァ。香陰と訳す。酒や肉を食さず、ただ香をもってその陰身を保つ。東方を守護する持国天の眷属（けんぞく）。
- 毘舎闍（びしゃじゃ） - 啖精気と訳す。人および五穀の精気を食す。東方を守護する持国天の眷属。
- 鳩槃荼（くばんだ） - 甕形と訳す。その陰茎甕形に似た厭魅鬼である。南方を守護する増長天の眷属。
- 薜茘多（へいれいた） - 餓鬼と訳す。常に飢餓・涸渇に切迫せられた鬼神である。南方を守護する増長天の眷属。
- 那伽（ナーガ、龍） - 水属の王とされる。西方を守護する広目天の眷属。
- 富單那（ふたんな） - 臭餓鬼と訳す。これ主熱の病鬼である。西方を守護する広目天の眷属。
- 夜叉（やしゃ） - 勇健鬼と訳す。地行夜叉・虚空夜叉・天夜叉の3種類がある。北方を守護する多聞天の眷属。
- 羅刹（らせつ） - 捷疾鬼と訳す。北方を守護する多聞天の眷属。

## 八部衆との相違
八部衆と名称が似ており、また鬼神名も一部重複するため間違われやすい。八部衆も八部鬼衆も天部に位置し仏法を守護する護法善神に属するという点では同じであるが、八部鬼神は四天王の配下とされる点で異なる。
『名義集』2では、天龍八部衆、すなわち八部衆と混同している。